# Marie-Dominique-Joseph Engramelle
Cet article concerne l'aîné des deux frères Engramelle, musicien. Pour le cadet, entomologiste, voir Jacques-Louis-Florentin Engramelle.
Le père Marie-Dominique-Joseph Engramelle (né à Nédonchel le 24 mars 1727 et mort à Paris le 9 février 1805) est un religieux français, procureur du couvent des Petits-Augustins de Paris, arpenteur et topographe, passionné de musique et de mécanique, inventeur d'un procédé d'enregistrement musical.
Il publie en 1775 son traité La Tonotechnie ou l'Art de noter les cylindres, et tout ce qui est susceptible de notage dans les instruments de concerts méchaniques sur la façon de noter le picotage des rouleaux d'orgues mécaniques.
Son frère Jacques-Louis-Florentin Engramelle (1734-1814) également moine augustin à Paris est un entomologiste de renom qui publiera entre 1779 et 1792 une publication illustrant les papillons d'Europe en 28 cahiers répartis en 8 volumes de près de  3000 dessins gravés puis peints à la main qui seront vendus par souscription à 250 exemplaires sous le titre: "Papillons d'Europe peints d'après nature par M.Ernst, gravés par M.Gérardin, et  coloriés sous leur direction, décrits par le R.P. Engramelle, religieux augustin du quartier de Saint Germain"

## Œuvres
- La Tonotechnie ou l'art de noter les cylindres, à Paris chez Delaguette/ Basan & Poignant, 1775 (Fac-simile éditions Hermann, 1993).
- Il a aussi collaboré à L'Art du facteur d'orgues de Dom Bedos de Celles, 1766-1778.
- Papillons d'Europe peints d'après nature par M.Ernst, gravés par M.Gérardin, et  coloriés sous leur direction, décrits par le R.P. Engramelle, religieux augustin du quartier de Saint Germain,  à Paris chez Delaguette/ Basan & Poignant, 1779-1792.

## Sources
- Engramelle
- (en) Music Encyclopedia